# Sidi Tahar Bou Tayeb

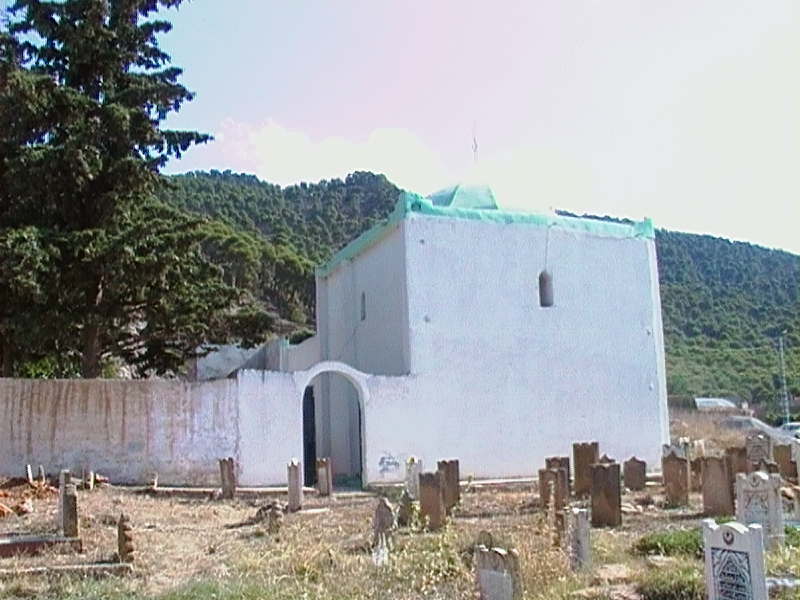
Vue extérieure du mausolée.

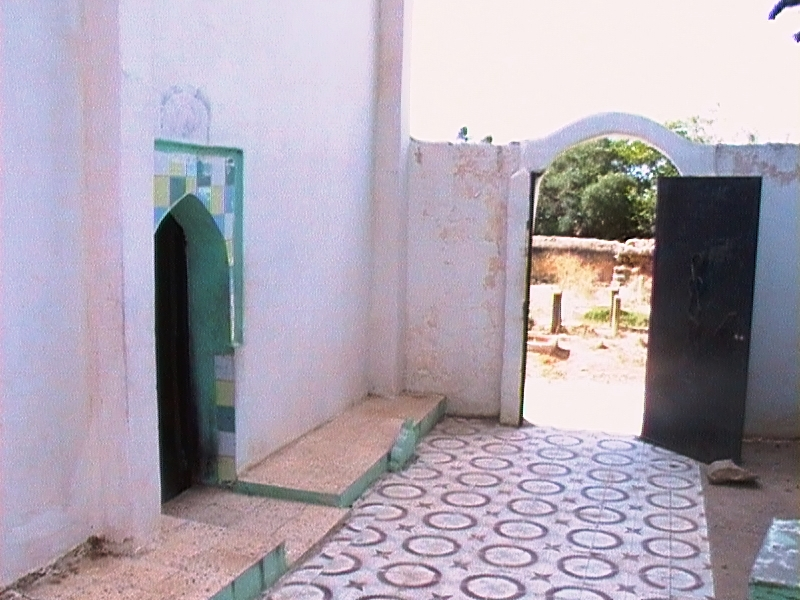
Cour intérieure du mausolée.

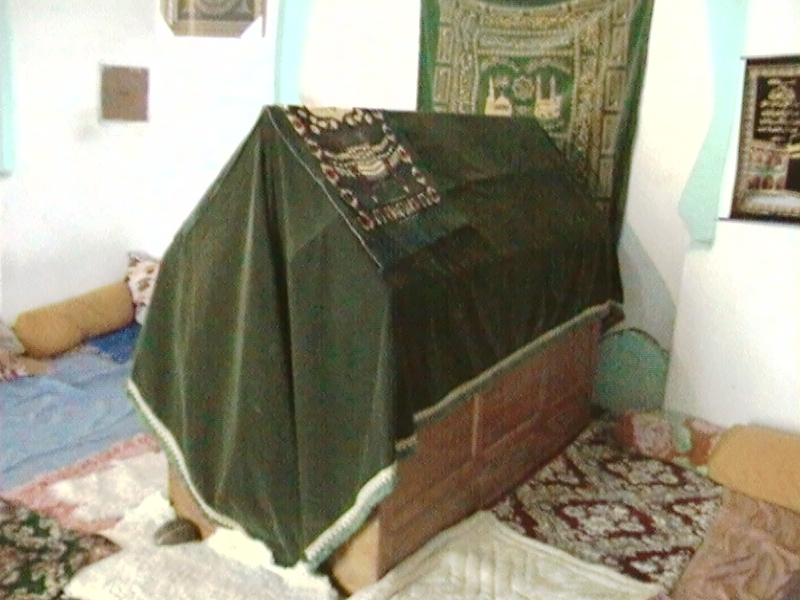
Tombe de Sidi Tahar Bou Tayeb

Le cheikh Sidi Tahar Bou Tayeb (Bouteïba) est un maître soufi originaire de Tlemcen, mort le 3 juin 1878. Il fut le compagnon et disciple direct de Ahmed Tijani,, fondateur de la confrérie Tijaniyya.

## Biographie
En raison de ses positions anti-françaises et de la révolte menée par Bouazza al-Habri, il fut emprisonné sur l'île Sainte-Marguerite. Du fait de son grand âge, il fut finalement gracié en 1871 et put rejoindre Tlemcen où il reprit ses fonctions de dirigeant à la zaouïa.
Sa sainteté était reconnue et il eut un lien très étroit avec les descendants de son maître Ahmed Tidjani. D'ailleurs les filles de Sidi Tahar épousèrent certains d'entre eux. Les disciples tidjani dits « onze grains » du cheikh Hamallah se réclament de sa chaîne d'affiliation (silsila) par l'intermédiaire du maître, un prétendu disciple de Sidi Tahar, Lakhdar, qui serait parti prêcher le retour aux onze grains au Mali.
Il est enterré au cimetière d'Abou Madyane dans un lieu appelé El Eubbad non loin de Tlemcen, où une coupole fut édifiée sur sa tombe, mais détruite par la suite. Il n'a laissé aucun ouvrage.